# After the Axe
Pour plus de détails, voir Fiche technique et Distribution.
After the Axe est un film canadien réalisé par Sturla Gunnarsson, sorti en 1981.

## Synopsis
Le film s'intéresse à la vie de cadres licenciés et l'émergence d'une nouvelle industrie spécialisée dans la gestion de ces licenciements.
Biff Wilson, cadre supérieur dans le domaine du marketing, est licencié d'une entreprise alimentaire après quinze ans de bons et loyaux services. Perdant son statut et sa sécurité, il est relégué au rôle de mari au foyer, mal vu par ses enfants et rejeté par ses anciens collègues.

## Fiche technique
- Titre : After the Axe
- Réalisation : Sturla Gunnarsson
- Scénario : Steve Lucas
- Musique : Patricia Cullen et Sharon Smith
- Photographie : Andreas Poulsson
- Montage : Roger Mattiussi
- Production : Sturla Gunnarsson et Steve Lucas
- Société de production : Office national du film du Canada et Société Radio-Canada
- Pays :  Canada
- Genre : Docufiction
- Durée : 56 minutes
- Dates de sortie : 
  -  États-Unis : octobre 1981 (Festival international du film de Chicago)

## Distribution
- James B. Douglas : Biff Wilson
- Janine Manatis : la femme
- Anne Christison : la fille
- Randy Solomon : le fils
- Roger Mattiussi : le narrateur

## Distinctions
Le film a été nommé à l'Oscar du meilleur film documentaire.